# Calshot Castle

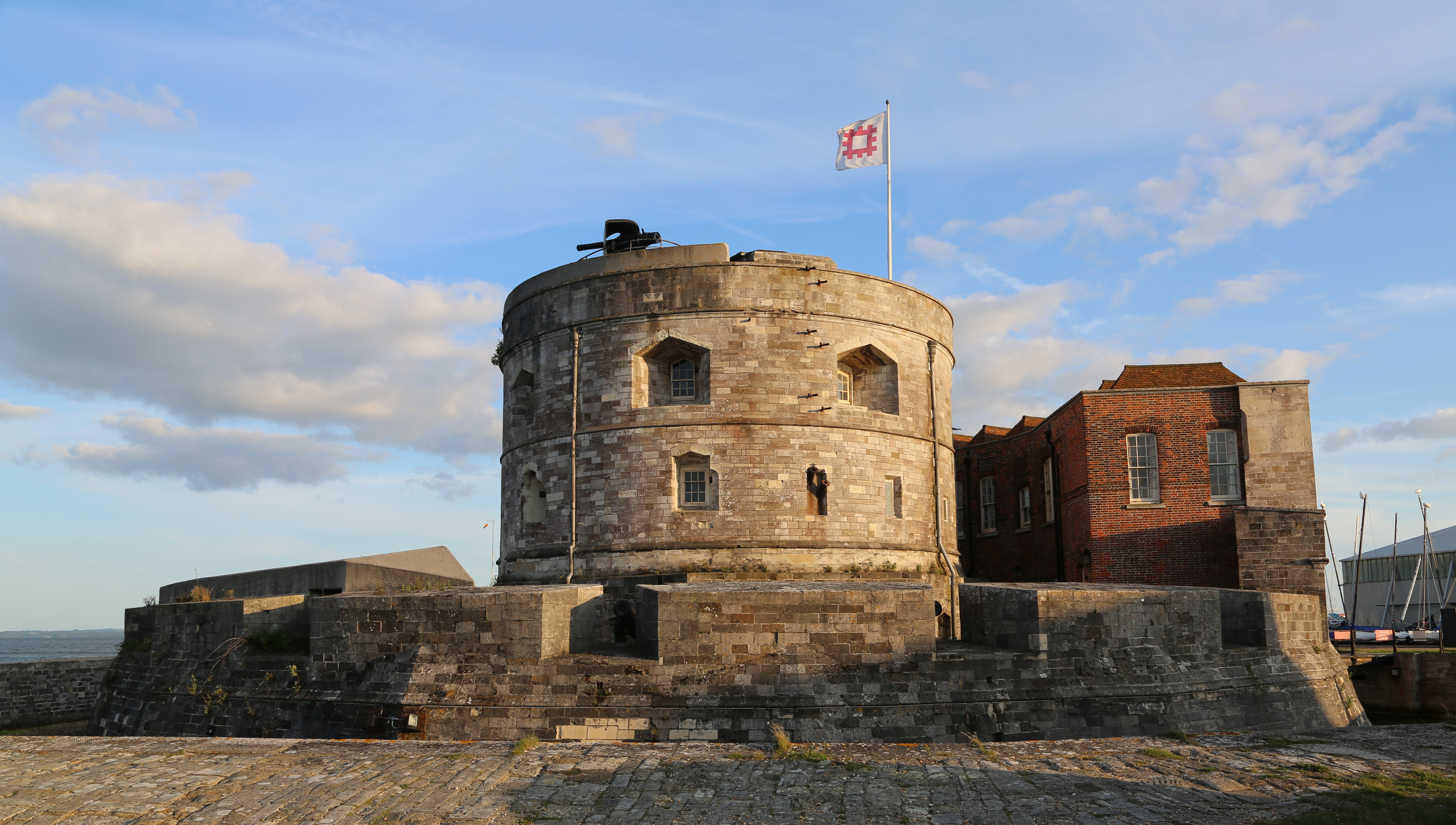
Calshot Castle

Calshot Castle ist eine Burg auf dem Calshot Spit, einer länglichen Sandinsel beim Dorf Calshot in der englischen Grafschaft Hampshire, die König Heinrich VIII. 1539 / 1540 als Artilleriefort bauen ließ. Calshot Castle war eine in einer ganzen Reihe von Forts, die der König an Englands Südküste bauen ließ, um befürchtete Angriffe von Frankreich und dem Heiligen Römischen Reich abzuwehren. Sie schützte Southampton Water an der Stelle, wo es auf den Solent trifft. Die Burg hat einen Donjon in der Mitte, der von einer Kurtine und einem Burggraben umgeben ist. Die Burg war anfangs schwer bewaffnet; sie hatte eine Garnison von 16 Mann und 36 Kanonen. Sie wurde viele Jahre lang genutzt, überlebte den englischen Bürgerkrieg unbeschadet und wurde in den 1770er-Jahren grundlegend modernisiert. Im 19. Jahrhundert diente Calshot Castle der Küstenwache als Basis im Kampf gegen Schmuggler. 1894 aber sorgte neue Befürchtungen einer französischen Invasion für eine erneute Nutzung als Artilleriefort: Ein großes Küstengeschütz wurde neben der alten Burg aufgestellt und eine Hafenkette über Southampton Water gebaut, die vom Fort aus kontrolliert wurde.
Im Ersten Weltkrieg diente Calshot Castle vorwiegend als Basis für Wasserflugzeuge, die gegen Unterseeboote im Ärmelkanal eingesetzt wurden. Die Kanonen wurden noch vor Ende des Krieges entfernt, vermutlich zum Einsatz in Frankreich. Die Luftwaffenbasis namens RAF Calshot wurde in den Zwischenkriegsjahren ausgebaut; dort wurden auch die Flugwettbewerbe der Schneider-Trophy ausgetragen. Mit Ausbruch des Zweiten Weltkrieges wurde Calshot Castle aus Furcht vor einer möglichen deutschen Invasion erneut bewaffnet. Nach dem Krieg wurde die Station weiterhin genutzt, aber, da Wasserflugzeuge nicht mehr gebraucht wurden, wurde sie schließlich 1961 geschlossen. Nach kurzzeitiger Nutzung durch die Küstenwache wurde die Burg in den 1980er-Jahren von English Heritage für die Öffentlichkeit zugänglich gemacht. Calshot Castle wurde in seinem Zustand vor 1914 wiederhergestellt und 2010 wurden 5751 Besucher gezählt. Historic England sieht Calshot Castle als „guterhaltenes Beispiel“ für ein Artilleriefort Heinrichs VIII. an.

## Geschichte

### 16. Jahrhundert

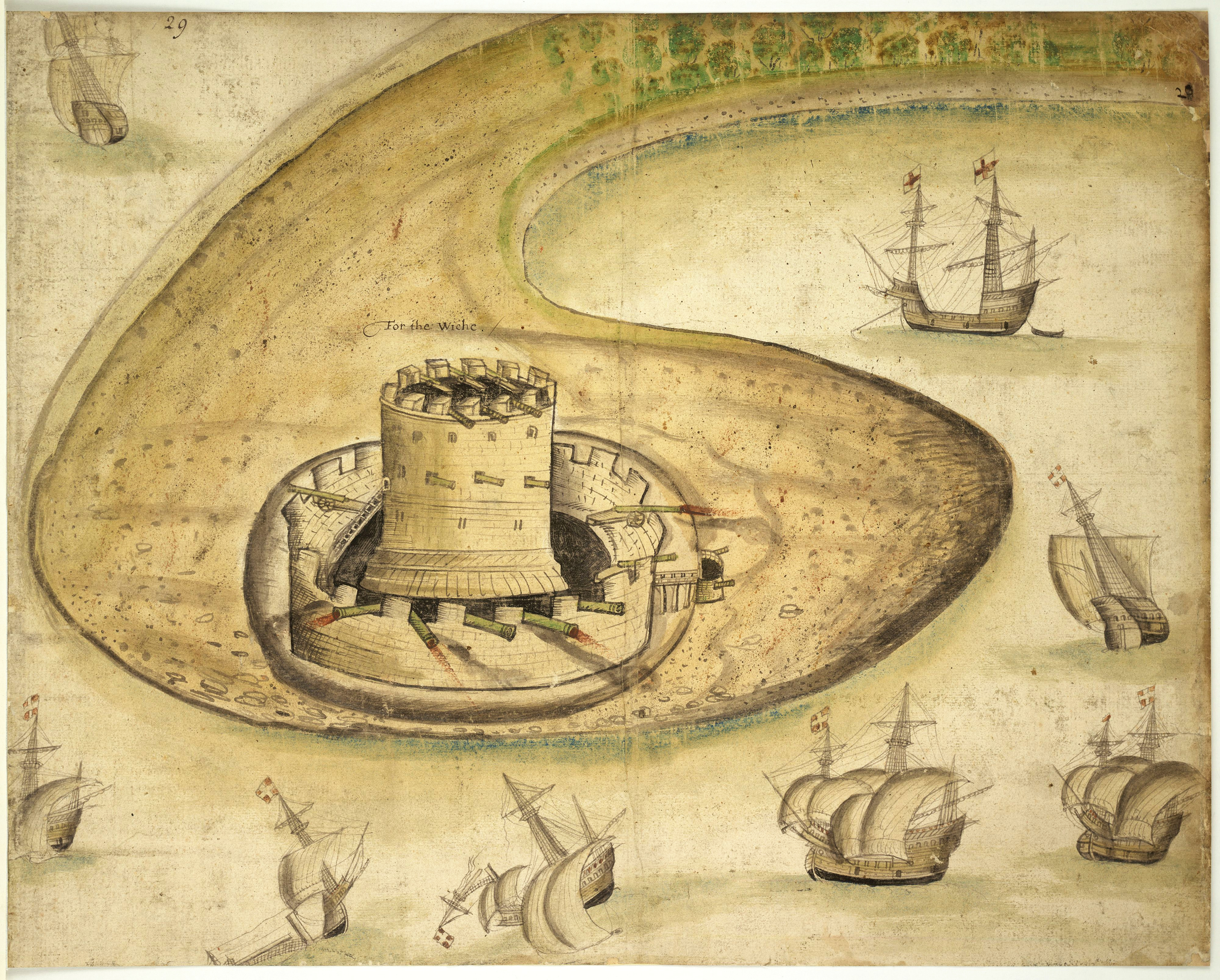
Eine Abbildung des Forts von 1539

Calshot Castle wurde in Folge internationaler Spannungen zwischen England, dem Königreich Frankreich und dem Heiligen Römischen Reich in den letzten Jahren der Herrschaft Heinrichs VIII. gebaut. Traditionell hatte die Krone die Küstenverteidigungsanlagen den örtlichen Adligen und Kommunen überlassen und nur eine untergeordnete Rolle beim Bau und der Erhaltung von Festungen gespielt. Während des Streits mit Frankreich und Deutschland kam es immer wieder zu Angriffen von See her, aber eine Invasion Englands erschien unwahrscheinlich. Bescheidene Verteidigungsanlagen um einfache Blockhäuser und Türme gab es im Südwesten und entlang der Küste von Sussex, ebenso wie ein paar beeindruckendere Verteidigungswerke im Norden Englands, aber im Allgemeinen waren die Festungen in ihrer Größe begrenzt.
1533 zerstritt sich König Heinrich mit Papst Paul III. wegen der Annullierung seiner langdauernden Ehe mit Katharina von Aragon. Katharina war die Tante von König Karl V. von Spanien, dem Herrscher des Heiligen Römischen Reichs, der die Annullierung als persönliche Affront betrachtete. Daher verbündeten sich Frankreich und Spanien 1538 gegen König Heinrich und der Papst bestärkte die beiden Länder darin, England anzugreifen. Eine Invasion Englands galt als sicher. Als Antwort darauf gab König Heinrich 1539 eine Order (engl.: „Device“) heraus und gab Anweisungen für die „Verteidigung des Reiches in Zeiten der Invasion“ und den Bau von Forts entlang der englischen Küstenlinie.
Calshot Castle war zum Schutz des Solent gedacht, einer Wasserfläche, die vom Ärmelkanal zur Marinebasis Portsmouth und durch Southampton Water, den wichtigen Hafen von Southampton, führt. Die Burg war eine von vier Forts, die William FitzWilliam, der Lord High Admiral und William Paulet sich zu bauen entschlossen, um die Verteidigungsanlagen entlang des Solent zu verbessern. Die anderen waren East Cowes Castle, West Cowes Castle und Hurst Castle. Calshot Castle wurde auf dem schmalen Calshot Spit gebaut, von wo aus man den Tiefwasserkanal überwachen konnte, der nach Southampton durchläuft. Temporäre Erdwerke und Kanonenbatterien wurden als Zwischenmaßnahme errichtet, aber die Burg selbst wurde auch schnell gebaut und war Ende 1540 fertig. Vermutlich wurden Bausteine und Dacheindeckung von Beaulieu Abbey und Netley Abbey für den Bau wiederverwendet. Beide Abteien waren während der Auflösung der englischen Klöster geschlossen worden.
Die Burg war anfangs mit einer Garnison von acht Schützen, fünf Soldaten und einem Leutnant, alle unter dem Kommando eines Kapitäns, bestückt. Ende der 1540er-Jahre wurde sie für damalige Verhältnisse schwer mit 36 Geschützen bewaffnet. In den 1580er-Jahren geriet die Burg in Brand und für die Reparatur der Holzteile benötigte man anschließend 127 Bäume, die vom New Forest gesandt wurden. Die Arbeiten wurden 1584 ausgeführt, beschleunigt durch die Furcht vor einer spanischen Invasion, aber zur damaligen Zeit umfasste die Garnison nur noch acht Leute.

### 17. bis 19. Jahrhundert

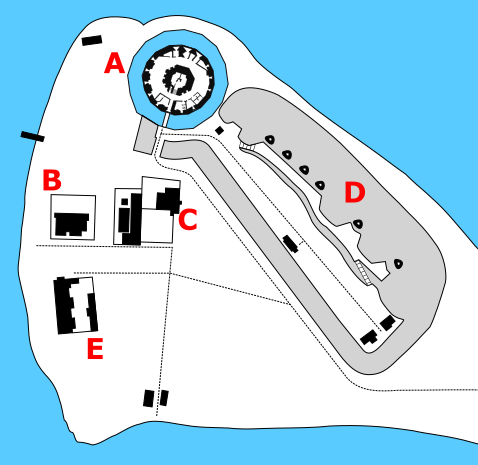
Plan der Burg und der Geschützbatterie (Abbildung von 1901): A – Burg aus dem 16. Jahrhundert und anschließende Hafenkette; B – Castle-Yachtclub; C – Offiziersmesse; D – Geschützbatterie von 1895; E – Küstenwachstation

Anfang der 1600er-Jahre hatte England mit Frankreich und Spanien Frieden geschlossen und die Küstenfestungen wurden nur noch wenig gepflegt. Im englischen Bürgerkrieg der 1640er-Jahre wurde Calshot Castle von den Roundheads gegen die Truppen König Karls I. gehalten und war mit einer 15 Mann starken Garnison zu jährlichen Kosten von £ 107 belegt. Das Parlament hielt die Festung für wichtig und versorgte sie weiterhin mit Munition. Anders als etliche andere Forts in der Gegend hielt das Parlament Calshot Castle einsatzbereit, vermutlich wegen seiner wichtigen Rolle beim Schutz von Southampton Water. Während des spanischen Erbfolgekrieges Anfang des 18. Jahrhunderts war es mit 25 Kanonen ausgestattet.
Die Burg wurde in den 1770er-Jahren mit einer neuen Brüstung um den zentralen Donjon, Änderungen an den Kanonenschießscharten entlang der äußeren Mauer und einer Erweiterung des Torhauses um eine weitere Anzahl an Räumen für den Kapitän modernisiert. Verbesserungen wurden vermutlich zu Beginn der Kriege der französischen Revolution (1792–1802) durchgeführt, aber 1809 beschreibt der Geograph James Playfair die Burg als nur noch “ein Blockhaus mit einer Garnison”. 1804 wurde die Burg zum Lagern von Munition für die Sea Fencibles, Fischerboote, die als Militärboote im freiwilligen Einsatz genutzt wurden, um der Gefahr einer französischen Invasion zu begegnen. Sieben Geschütze wurden dem Arsenal der Burg hinzugefügt, um sich gegen einen französischen Angriff zu schützen.
Mit dem Ende der Koalitionskriege 1815 nahm die Küstenwache die Burg in Besitz und nutzte sie als Basis im Kampf gegen Schmuggler, wobei sie die Bucht hinter dem Calshot Spit als gute Stelle nutzten, an der ihre Dienstboote auf die Schmugglerboote warteten. Mitte dieses Jahrhunderts waren zwei Offiziere und 42 Männer dort stationiert. In den 1850er-Jahren gab es erneutes militärisches Interesse an der Burg und es gab etliche Vorschläge, sie mit bis zu 32 Geschützen auszustatten. Die Pläne wurden aber nicht realisiert und man bemerkte, dass der steinerne Donjon aus dem 16. Jahrhundert im Falle feindlichen Feuers in gefährliche Trümmer zerfallen würde. 1887 wurde der Castle Yacht Club gegründet und siedelte sich direkt neben der Burg, entlang des Spits, an.
In den 1880er-Jahren kamen Sorgen auf, Southampton könnte französischen Angriffen mit kleinen Schiffen, die mit Torpedos bewaffnet seien, ausgesetzt sein. Daher nahm das War Office 1894 die Burg von der Küstenwache zurück und baute eine Hafenkette über das Southampton Water, die mit drei Kanonenbooten bewegt wurde. Die Burg aus dem 16. Jahrhundert war zu klein, um eine Geschützbatterie zum Schutz der Hafenkette zu beherbergen und so wurde 1895 eine größere Batterie südlich der alten Burg gebaut, die mit zwei 120-mm-Geschützen und vier 12-Pfünder-Schnellfeuergeschützen sowie drei Suchscheinwerfer auf den alten Burgmauern ausgestattet war. Die Hafenkette wurde von zwei Türmen – „Delfine“ genannt –, einer direkt neben der Burg und einer auf der gegenüberliegenden Seite von Southampton Water, aus gesteuert, von denen jeder mit einem 12-Pfünder-Schnellfeuergeschütz ausgestattet war. Der Bau dieser Verteidigungsanlagen zwang den Yachtclub, an das südliche Ende des Spits umzuziehen.

### 1900–1945

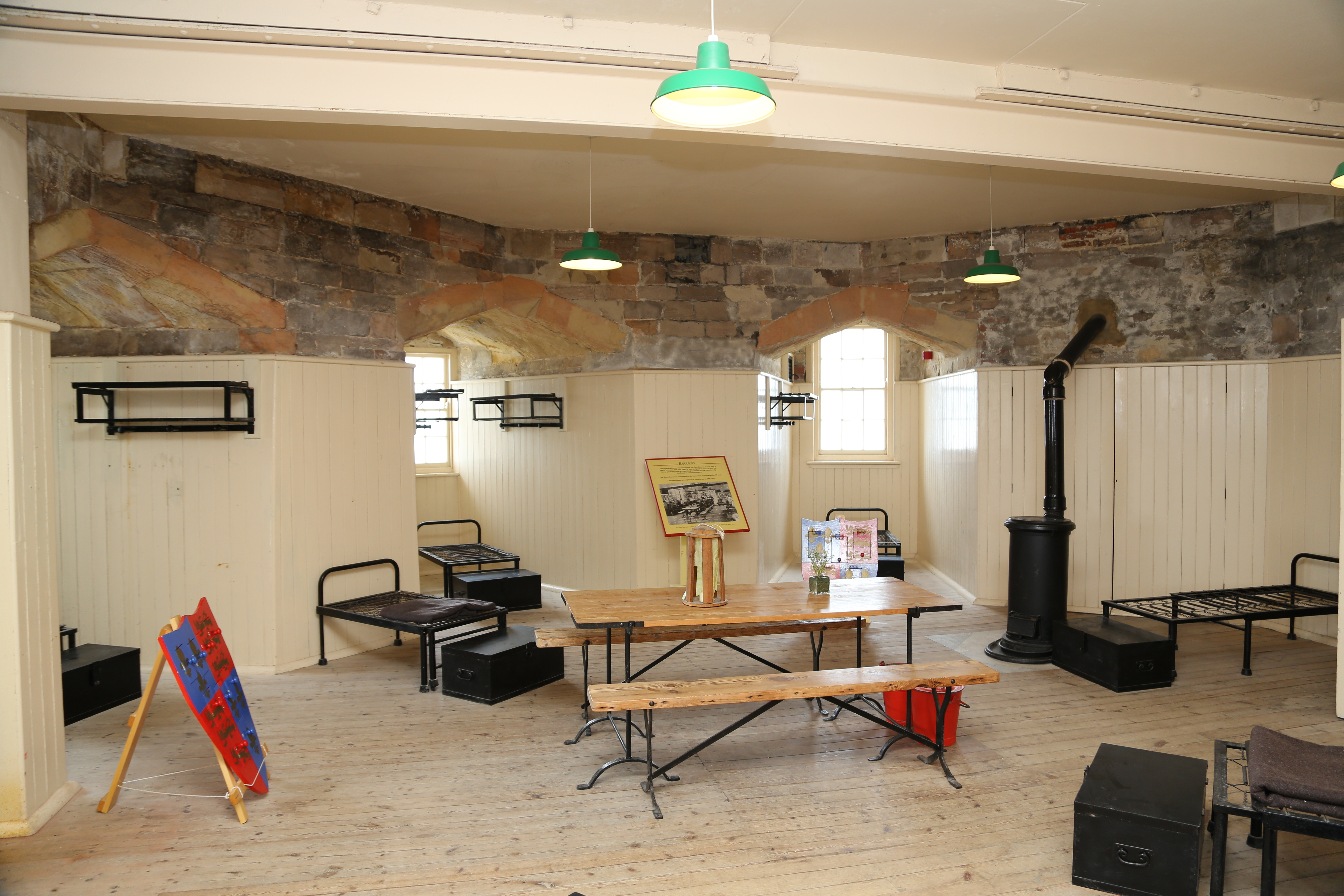
Soldatenquartiere im 1. Obergeschoss des Donjons, restauriert auf dem Stand von 1910

In den ersten Jahren des 20. Jahrhunderts war Calshot Castle weiterhin eine Verteidigungsanlage. Der Donjon der Burg wurde 1907 so umgebaut, dass zwei Schnellfeuerkanonen auf dem Dach aufgestellt werden konnten. Eine neue, leichtere Hafenkette in „Leiterbauweise“ wurde ebenfalls 1907 über Southampton Water gespannt, aber nur zwei Jahre später wurde diese Einrichtung durch einen Plan ersetzt, eine Hafenkette aus treibenden Hulks zu bilden. 1910 gab es einen Plan, die Burg in Kriegszeiten mit einer Garnison von 10 Offizieren und 154 Mannschaften zu belegen, von denen 75 in der Nähe des Forts und nicht darin selbst unterzubringen wären. Man hätte auch zusätzliches Marinepersonal zur Bemannung der Versorgungsschiffe für die Hafenkette benötigt. 1913 wurde neben der Burg eine Royal Naval Air Station zur Aufnahme von 12 experimentellen Wasserflugzeugen gebaut, die die Flotte der Royal Navy bei ihrer Arbeit im Ärmelkanal unterstützen sollten. Calshot Castle war für Wasserflugzeuge besonders gut geeignet, da die umgebenden Seegebiete relativ ruhig waren.
Der Erste Weltkrieg brach 1914 aus, als sich die militärischen Meinungen über den Nutzwert von Calshot Castle deutlich verändert hatten. Man entschied, sich hauptsächlich auf die Geschützbatterien an den beiden Einfahrten zum Solent zu verlassen und nicht auf Calshot Castle und Southampton Water. Zu Kriegsbeginn wurde die Hafenkette entfernt und durch Netzsperren weiter oben an der Küste ersetzt. Zwei der Geschützbatterien von Calshot Castle wurden im Folgejahr versetzt, um die neuen Netze zu schützen. Der Marinefliegerstützpunkt wurde bis 1916 zu Trainingszwecken genutzt und nahm dann U-Jagd-Patrouillen auf, die über den Ärmelkanal eingesetzt wurden, wo deutsche Angriffe kritische Schäden verursachten. Fast 3500 Flugstunden wurden auf den bei Calshot Castle stationierten Flugzeugen absolviert, über 3500 im Jahre 1917 und über 9000 in nur 3 Monaten im Jahre 1918. Untergeordnete Marinefliegerstützpunkte wurden in Bembridge, Newhaven, Polegate und Portland eingerichtet. Auf dem Dach des Donjons wurde eine Hütte errichtet, von der aus die Flugoperationen überwacht wurden, der Castle Yacht Club wurde als Offiziersmesse übernommen und der Marinefliegerstützpunkt breitete sich über den gesamten Calshot Spit, einschließlich der Geschützbatterie von 1895, aus. Die verbleibenden Geschützbatterien von Calshot Castle wurden abmontiert und vermutlich an die Front nach Frankreich verlegt.

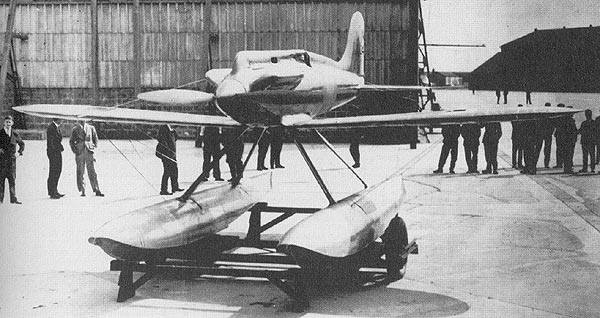
Wasserflugzeug Gloster VI, Nr. N249, auf Calshot Castle in Vorbereitung auf die Schneider-Trophy von 1929

In den Zwischenkriegsjahren wurde Calshot Castle von der Royal Air Force übernommen und wurde so zu RAF Calshot. Die Burg diente ab 1918 als School for Naval Co-operation and Aerial Navigation (Schule für Zusammenarbeit mit der Marine und Flugnavigation) und ab 1931 war dort die Seaplane Training Squadron (Wasserflugzeugtrainingsabteilung) stationiert. Die Geschützbatterie von 1895 wurde abgebaut, um zusätzlichen Platz für den wachsenden Stützpunkt zu schaffen, und eine Schmalspurbahn entlang des Calshot Spit gebaut. Teile des Burggrabens wurden mit Beton verschlossen und als Abstellplatz für Flugzeuge genutzt. Auf Calshot Castle fand zweimal die Schneider-Trophy über dem Solent statt, die beiden letzten einer Reihe populärer, internationaler Veranstaltungen, die die Entwicklung neuer Hochgeschwindigkeitsflugzeuge fördern sollten. Auch die Empire Air Days wurden auf Calshot Castle abgehalten und zogen 1935 etwa 1000 Besucher an.
Im Zweiten Weltkrieg wurde Calshot Castle anfangs von Truppen des Royal Hampshire Regiment und einer Barge verteidigt, die mit zwei 3″-Flugabwehrgeschützen und einem 40-mm-Bofors-Geschütz ausgestattet war. Luftschutzbunker wurden in den Burggraben gebaut; fünf Schiffe der Luftwaffenbasis nahmen an der Operation Dynamo teil. Die Gefahr einer deutschen Invasion Englands nahm zu, und die Verteidigungsstellungen wurden 1940 durch zwei 12-Pfünder-Schnellfeuergeschütze auf dem Dach des Donjons, unterstützt durch Suchscheinwerfer, ausgebaut. Zwei zusätzliche, untergeordnete Batterien in Bungalow und Stonepoint, auf der gegenüberliegenden Seite von Southampton Water und weiter südwestlich an der Küste, wurden im Folgejahr errichtet. Die Burg wurde im Krieg nicht beschädigt und 1943 in eine „Reparatur- und Überholungsbasis“ umgewandelt, die als Zwischenstation für überfliegende Flugzeuge diente.

### 1945–21. Jahrhundert

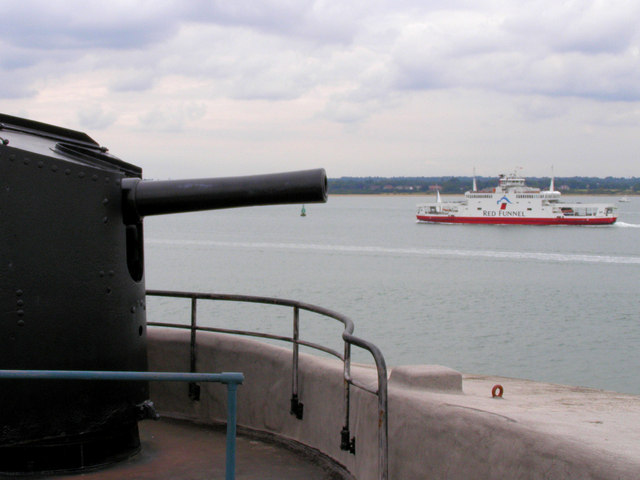
12-Pfünder-Schnellfeuergeschütz auf dem Dach des Donjons, Blick über Southampton Water.

Nach dem Krieg wurde Calshot Castle wieder als aktiver Luftwaffenstützpunkt betrieben, auf dem zwei Staffeln Sunderland-Flugboote stationiert waren, die 1948 auch an der Berliner Luftbrücke teilnahmen. 1953 wurde der Stützpunkt an das RAF Maintenance Command (Instandhaltung) weitergereicht. Das Southampton Harbour Board (Hafenverwaltung) ließ 1952 einen Wachturm der Küstenwache errichten und im Folgejahr begann man mit der Errichtung einer Signalstation auf dem Donjon, komplett mit Radar- und Funkeinrichtungen, die 1958 eröffnet wurde. Damals waren militärische Wasserflugzeuge veraltet und die RAF schloss den Stützpunkt schließlich 1961.
Die Grafschaftsverwaltung von Hampshire verpachtete das Anwesen 1964 an die Crown Estates. Die Burg selbst ging in staatliche Verwaltung über und die Hangars wurden als Veranstaltungszentrum genutzt. Eine Station der Royal National Lifeboat Institution wurde 1971 neben der Burg eröffnet und zwei Jahre später wurde ein neuer, 40 Meter hoher Turm für die Küstenwache gebaut.
English Heritage übernahm die Verwaltung der Burg 1983 und entfernte die Veränderungen des 20. Jahrhunderts, sodass sie in einem Zustand präsentiert werden kann, in dem sie 1914 war. Auch der alte Turm der Signalstation wurde abgerissen. Das Anwesen ist jetzt für die Öffentlichkeit zugänglich und 2010 kamen 5751 Besucher. Die Burg ist als historisches Gebäude II*. Grades gelistet und als Scheduled Monument geschützt. Die früheren Hangars des Luftwaffenstützpunktes werden auch heute noch von der Grafschaftsverwaltung als Erholungszentrum genutzt.

## Architektur
Calshot Castle ist eine dreistöckige, runde Festung, die aus einem Donjon, einem Torhaus und einer Kurtine besteht. Es ist vorwiegend aus Portland-Werkstein errichtet. Bei der Errichtung im 16. Jahrhundert war es für drei Reihen Artillerie gedacht: zwei auf dem 2. Obergeschoss und dem Dach des zentralen Donjons und die dritte in der äußeren Kurtine. Historic England bezeichnet die Burg als „gut erhaltenes Beispiel“ eines Artillerieforts Heinrichs VIII.

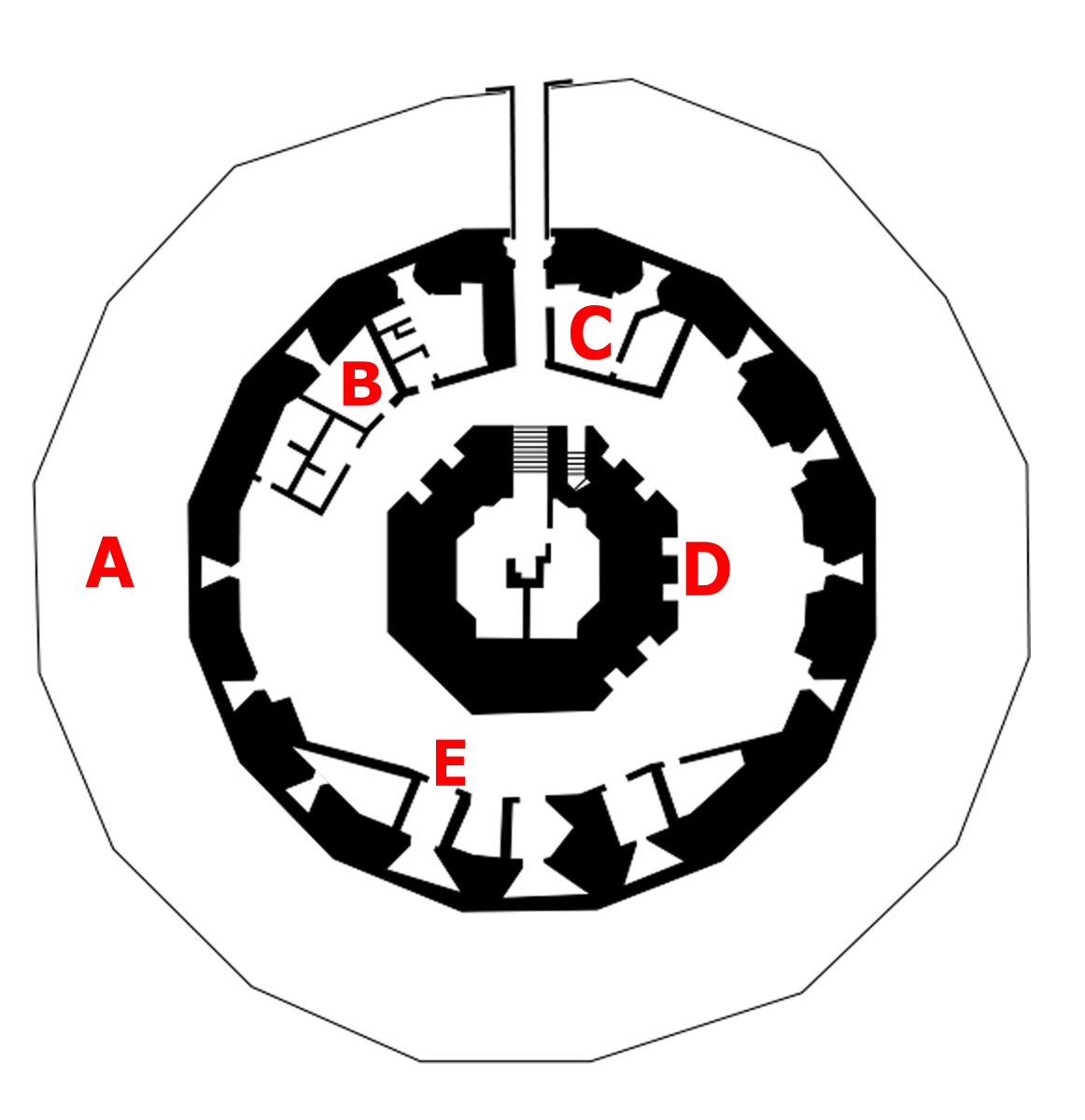
Grundriss der Burg im 21. Jahrhundert: A – Burggraben; B – Kochhaus; C – Torhausflucht; D – Donjon; E – Montageort des Suchscheinwerfers

Die Burg ist von einem wassergefüllten, 16-eckigen Burggraben umgeben, der 8,8 Meter breit ist. Sie ist über eine Brücke aus dem 20. Jahrhundert zugänglich, die ins Torhaus, einem Bau aus dem 18. Jahrhundert, der auf einem einfacheren Original aus dem 16. Jahrhundert basiert, führt. Das Torhaus wurde 1896 um Anbauten aus Mauerziegeln im Süden erweitert. Man wollte vermutlich mehr Wohnraum für die Garnison schaffen. Durch das Torhaus führt der Weg zum ursprünglich 16-eckigen Burghof mit 15 Geschützschießscharten um die Kurtine. Die Mauer wurde in den 1770er-Jahren auf ihre heutige Höhe reduziert und heute erstreckt sich ein Betonbau von 1896 für die Suchscheinwerfer entlang der Südseite der Burg.
In der Mitte der Burg befindet sich der Donjon mit einem Außendurchmesser von 16 Metern, einem achteckigen Untergeschoss und kreisrunden Mauern in den oberen Geschossen. Ursprünglich waren dort die Quartiere für den Kapitän und die Garnison untergebracht, aber im 19. und 20. Jahrhundert wurde er grundlegend umgebaut. Seine Außenmauern haben acht Rücksprünge im Erdgeschoss, die ursprünglich zur Lagerung der Munition für die Kanonen der Burg dienten. Das Untergeschoss des Donjons wurde in den 1890er-Jahren umgebaut, als dort Generatoren installiert wurden, die von einer neuen, dickeren Betondecke geschützt wurden. Diese Decke könnte ursprünglich ein steinernes Gewölbe besessen haben, ähnlich dem im nahegelegenen Hurst Castle.
Das 1. Obergeschoss des Donjons wurde im Stil des frühen 20. Jahrhunderts als Mannschaftsquartier restauriert. Das 2. Obergeschoss wurde im Stil des ausgehenden 19. Jahrhunderts restauriert und bildet ein weiteres Mannschaftsquartier, wobei dessen Decke Anfang des 20. Jahrhunderts mit Balken und Beton verstärkt wurde, um die Geschützbatterie darüber zu stützen. Auf dem Dach des Donjons sind zwei 12-Pfünder-Geschützbasen mit ihren originalen Geschützbefestigungen aufgebaut. Man kann dort ein 12-Pfünder-Geschütz sehen, das ursprünglich auf einem Schiff der Royal Navy im Einsatz war. Das Dach des Donjons war ursprünglich flach und mit Zinnen für die Artillerie versehen, aber sowohl das Dach als auch die Zinnen wurden in den 1770er-Jahren entfernt.